# Брассар, Жан-Люк
Жан-Люк Брасса́р (фр. Jean-Luc Brassard; род. 24 августа 1972) — бывший канадский фристайлист, специализировавшийся в могуле. Двукратный чемпион мира, трёхкратный обладатель Кубка мира по фристайлу в зачёте могула. Олимпийский чемпион 1994 года.

## Карьера
Дебютировал в Кубке мира Жан-Люк Брассар в ноябре 1990 года, а уже спустя два месяца одержал свою первую кубковую победу на домашнем этапе в  Монт Габриэле. На чемпионате мира 1991 года в Лэйк-Плэсиде канадец занял 12-е место.
В девятнадцатилетнем возрасте Брассар дебютировал на Олимпиаде и занял в Альбервиле седьмое место.
Следующие несколько лет ознаменовались борьбой трёх сильнейших могулистов мира — Брассара, олимпийского чемпиона француза Гроспирона и россиянина Сергея Щуплецова. На чемпионате мира 1993 года в Австрии сильнейшим стал Брассар, он же с минимальным преимуществом выиграл Олимпиаду в Лиллехаммере, став первым канадцем, победившим на Играх в лыжных дисциплинах.
На чемпионате мира в Ля-Клюза Брассар стал вторым, уступив Гроспирону, но обойдя Щуплецова. После того, как россиянин летом того же года погиб в результате автокатастрофы, Брассар и Гроспирон присутствовали на его похоронах, а француз даже завершил карьеру.
На чемпионате мира в 1997 году канадец выиграл своё второе золото мировых первенств, но на Олимпиаде в Нагано (где он был знаменосцем сборной) защитить свой титул Брассар не смог и стал четвёртым.
Завершил карьеру Жан-Люк Брассар после неудачной Олимпиады 2002 года, где он занял 21-е место.
В 2002 году Брассар был включён в Олимпийский зал славы Канады.